# Polygonum leptocarpum
Polygonum leptocarpum är en slideväxtart som beskrevs av B. L. Robinson. Polygonum leptocarpum ingår i släktet trampörter, och familjen slideväxter. Inga underarter finns listade i Catalogue of Life.